# Emilio Vallebuona
Emilio Vallebuona Merea, S.B.D, (Lima, 27 de enero de 1930- ibídem, 28 de noviembre de 1991) fue un religioso salesiano peruano y arzobispo de Huancayo.

## Biografía
Monseñor Emilio Vallebuona Merea, nació en Lima, el 27 de enero de 1930.  
Falleció en la ciudad de Lima el 28 de noviembre de 1991. Sus restos mortales reposan en la Cripta de la Basílica Catedral de Huancayo.

## Episcopado

### Obispo Auxiliar de Piura
El 21 de octubre del 1975, el papa Pablo VI lo nombra Obispo Auxiliar de Piura y titular de la Diócesis de Numana, siendo consagrado como Obispo, el 30 de noviembre del mismo año, por el Arzobispo de Lima Juan Landázuri Ricketts, O.F.M., teniendo como co-consagrantes al Arzobispo de Piura Erasmo Hinojosa y al Arzobispo de Ayacucho Otoniel Alcedo, S.D.B. 

### Obispo de Huaraz
El 18 de enero del 1978, es nombrado Obispo de la Diócesis de Huaraz. 

### Arzobispo de Huancayo
Luego tomaría posesión del cargo de Arzobispo de Huancayo en la Catedral de Huancayo, por nombramiento del Papa Juan Pablo II de fecha 30 de agosto de 1982. Permaneció en este cargo desde el 27 de octubre de 1985 hasta el 28 de noviembre de 1991, fecha en que falleció.
Como sacerdote religioso de la Congregación Salesiana, y en su calidad de Arzobispo Metropolitano, impulsó y fue él quien otorgó el título de "Santuario" al templo dedicado a María Auxiliadora, levantado en el Colegio Salesiano Santa Rosa de Huancayo, convirtiéndose así en el segundo Santuario Mariano más importante y de mayor devoción en la ciudad.